# Copa Panamericana de Hockey sobre césped femenino de 2017
La V Copa Panamericana de Hockey sobre Césped Femenino de 2017 se disputó en Lancaster (Estados Unidos) entre el 5 y el 13 de agosto de 2017. El evento otorgó una plaza al campeón al Campeonato Mundial de Hockey sobre Césped 2018.

## Clasificación
| Fecha                         | Evento                    | Lugar del evento   | Plazas | Clasificados                          |
| ----------------------------- | ------------------------- | ------------------ | ------ | ------------------------------------- |
| País local                    | País local                | País local         | 1      | Estados Unidos                        |
| 21 - 28 de septiembre de 2013 | Copa Panamericana 2013    | Mendoza, Argentina | 5      | Argentina Canadá Chile México Uruguay |
| 3 - 11 de octubre de 2015     | Copa Panamericana Desafío | Chiclayo, Perú     | 2      | Brasil Barbados                       |
| Total                         | Total                     | Total              | 8      |                                       |
| 1. 2.                         |                           |                    |        |                                       |

## Grupos
| Grupo A   | Grupo B        |
| --------- | -------------- |
| Argentina | Brasil         |
| Chile     | Canadá         |
| Uruguay   | Estados Unidos |
|           | México         |

## Primera fase
- Las horas indicadas corresponden al huso horario local de Lancaster: UTC-4.[1]

### Grupo A
| Equipo    | J | G | E | P | GF | GC | DG | PTS |
| --------- | - | - | - | - | -- | -- | -- | --- |
| Argentina | 2 | 2 | 0 | 0 | 8  | 1  | 7  | 6   |
| Chile     | 2 | 1 | 0 | 1 | 3  | 2  | 1  | 3   |
| Uruguay   | 2 | 0 | 0 | 2 | 0  | 8  | -8 | 0   |

#### Resultados
Jornada 1
| 5 de agosto, 17:00 | Argentina                | 2 - 1   | Chile       | Complejo Deportivo Spooky Nook, Lancaster  |                                            |
|                    | Granatto 8' · Campoy 44' | Reporte | 60' Walbaum | Árbitro(s): Fanneke Alkemade Maggie Befort | Árbitro(s): Fanneke Alkemade Maggie Befort |

Jornada 2
| 7 de agosto, 17:00 | Uruguay | 0 - 6   | Argentina                                                                    | Complejo Deportivo Spooky Nook, Lancaster |                                         |
|                    |         | Reporte | 8' Jankunas · 17' Merino · 23', 60' Barrionuevo · 53' Alonso · 54' Cavallero | Árbitro(s): Lelia Sacré Junko Wagatsuma   | Árbitro(s): Lelia Sacré Junko Wagatsuma |

Jornada 3
| 9 de agosto, 12:00 | Chile                 | 2 - 0   | Uruguay | Complejo Deportivo Spooky Nook, Lancaster |                                         |
|                    | Caram 37' · Urroz 55' | Reporte |         | Árbitro(s): Mariana Reydó Maggie Befort   | Árbitro(s): Mariana Reydó Maggie Befort |

### Grupo B
| Equipo         | J | G | E | P | GF | GC | DG  | PTS |
| -------------- | - | - | - | - | -- | -- | --- | --- |
| Estados Unidos | 3 | 2 | 1 | 0 | 16 | 1  | 15  | 7   |
| Canadá         | 3 | 2 | 1 | 0 | 14 | 1  | 13  | 7   |
| México         | 3 | 1 | 0 | 2 | 1  | 14 | -9  | 3   |
| Brasil         | 3 | 0 | 0 | 3 | 0  | 19 | -19 | 0   |

#### Resultados
Jornada 1
| 5 de agosto, 12:00 | Canadá                                                                                               | 9 - 0   | Brasil | Complejo Deportivo Spooky Nook, Lancaster         |                                                   |
|                    | Johansen 4', 27' · Norlander 14', 22' · Woodcroft 30', 51' · Johnston 46' · Wright 47' · McManus 54' | Reporte |        | Árbitro(s): Junko Wagatsuma Diana Fuentes Castelo | Árbitro(s): Junko Wagatsuma Diana Fuentes Castelo |

| 5 de agosto, 19:00 | Estados Unidos                                     | 6 - 0   | México | Complejo Deportivo Spooky Nook, Lancaster   |                                             |
|                    | Sharkey 4', 17', 35' · Froede 9', 60' · Witmer 32' | Reporte |        | Árbitro(s): Camila Cabargas Natalia Lodeiro | Árbitro(s): Camila Cabargas Natalia Lodeiro |

Jornada 2
| 7 de agosto, 12:00 | México     | 1 - 0   | Brasil | Complejo Deportivo Spooky Nook, Lancaster  |                                            |
|                    | Correa 40' | Reporte |        | Árbitro(s): Maggie Giddens Camila Cabargas | Árbitro(s): Maggie Giddens Camila Cabargas |

| 7 de agosto, 19:00 | Canadá      | 1 - 1   | Estados Unidos | Complejo Deportivo Spooky Nook, Lancaster       |                                                 |
|                    | Donohoe 34' | Reporte | 1' Magadan     | Árbitro(s): Mariana Reydó Diana Fuentes Castelo | Árbitro(s): Mariana Reydó Diana Fuentes Castelo |

Jornada 3
| 9 de agosto, 17:00 | México | 0 - 4   | Canadá                               | Complejo Deportivo Spooky Nook, Lancaster  |                                            |
|                    |        | Reporte | 37', 49', 56' Stairs · 40' Norlander | Árbitro(s): Natalia Lodeiro Maggie Giddens | Árbitro(s): Natalia Lodeiro Maggie Giddens |

| 9 de agosto, 19:00 | Estados Unidos                                                           | 9 - 0   | Brasil | Complejo Deportivo Spooky Nook, Lancaster    |                                              |
|                    | Sharkey 6', 33' · Witmer 12', 43' · West 14', 45', 55' · Shealy 25', 58' | Reporte |        | Árbitro(s): Fanneke Alkemade Camila Cabargas | Árbitro(s): Fanneke Alkemade Camila Cabargas |

## Segunda fase
- Las horas indicadas corresponden al huso horario local de Lancaster: UTC-4.[1]

### Clasificación del 5.º al 7.º lugar
|  | Séptimo lugar | Séptimo lugar | Séptimo lugar |         |   | Quinto lugar | Quinto lugar | Quinto lugar |  |
|  |               |               |               |         |   |              |              |              |  |
|  |               |               |               |         |   |              |              |              |  |
|  |               |               |               |         |   |              |              |              |  |
|  |               |               |               |         |   |              |              |              |  |
|  |               |               |               |         |   |              |              |              |  |
|  |               | 3B            | México        | 0       |   |              |              |              |  |
|  |               |               |               | 0       |   |              |              |              |  |
|  |               |               | 3A            | Uruguay | 1 |              |              |              |  |
|  | 3A            | Uruguay       | 3A            | Uruguay | 1 | 8            |              |              |  |
|  | 3A            | Uruguay       |               |         |   | 8            |              |              |  |
|  | 4B            | Brasil        | 0             |         |   |              |              |              |  |
|  | 4B            | Brasil        | 0             |         |   |              |              |              |  |
|  |               |               |               |         |   |              |              |              |  |

#### 7.º lugar
| 11 de agosto, 13:45 | Uruguay                                                                                 | 8 - 0   | Brasil | Complejo Deportivo Spooky Nook, Lancaster |                                           |
|                     | Dall'Orso 5', 59' · Algorta 15', 17' · Christiani 20' · Vilar 22' · Viana Ache 30', 47' | Reporte |        | Árbitro(s): Junko Wagatsuma Maggie Befort | Árbitro(s): Junko Wagatsuma Maggie Befort |

#### 5.º lugar
| 13 de agosto, 13:45 | México | 0 - 1   | Uruguay   | Complejo Deportivo Spooky Nook, Lancaster |                                         |
|                     |        | Reporte | 46' Nieto | Árbitro(s): Lelia Sacré Camila Cabargas   | Árbitro(s): Lelia Sacré Camila Cabargas |

### Clasificación del1.eral 4.º lugar
|  | Semifinales | Semifinales    | Semifinales |       |    | Final        | Final          | Final        |  |
|  |             |                |             |       |    |              |                |              |  |
|  |             |                |             |       |    |              |                |              |  |
|  | 1A          | Argentina      | 4           |       |    |              |                |              |  |
|  | 1A          | Argentina      | 4           |       |    |              |                |              |  |
|  | 2B          | Canadá         | 1           |       |    |              |                |              |  |
|  | 2B          | Canadá         | 1           |       | 1A | Argentina    | 4              |              |  |
|  |             |                |             |       | 1A | Argentina    | 4              |              |  |
|  |             |                | 2A          | Chile | 1  |              |                |              |  |
|  | 1B          | Estados Unidos | 2A          | Chile | 1  | 3            |                |              |  |
|  | 1B          | Estados Unidos |             |       |    | 3            |                |              |  |
|  | 2A          | Chile          | 4           |       |    | Tercer lugar | Tercer lugar   | Tercer lugar |  |
|  | 2A          | Chile          | 4           |       |    | Tercer lugar | Tercer lugar   | Tercer lugar |  |
|  |             |                |             |       |    |              |                |              |  |
|  |             |                |             |       |    | 2B           | Canadá         | 1            |  |
|  |             |                |             |       |    | 2B           | Canadá         | 1            |  |
|  |             |                |             |       |    | 1B           | Estados Unidos | 2            |  |
|  |             |                |             |       |    | 1B           | Estados Unidos | 2            |  |
|  |             |                |             |       |    |              |                |              |  |

#### Semifinales
| 11 de agosto, 16:00 | Argentina                                            | 4 - 1   | Canadá       | Complejo Deportivo Spooky Nook, Lancaster        |                                                  |
|                     | Ortíz 6' · Barrionuevo 19', 58' · Gomes Fantasia 29' | Reporte | 38' Johansen | Árbitro(s): Maggie Giddens Diana Fuentes Castelo | Árbitro(s): Maggie Giddens Diana Fuentes Castelo |

| 11 de agosto, 18:15 | Estados Unidos                        | 3 - 4   | Chile                                      | Complejo Deportivo Spooky Nook, Lancaster |                                       |
|                     | Hoffman 1' · Matson 30' · Magadan 59' | Reporte | 14' Salas · 20' Urroz · 34', 60' Krimerman | Árbitro(s): Lelia Sacré Mariana Reydó     | Árbitro(s): Lelia Sacré Mariana Reydó |

#### Tercer lugar
| 13 de agosto, 16:00 | Canadá       | 1 - 2   | Estados Unidos         | Complejo Deportivo Spooky Nook, Lancaster    |                                              |
|                     | Johansen 20' | Reporte | 40' Vittese · 52' West | Árbitro(s): Natalia Lodeiro Fanneke Alkemade | Árbitro(s): Natalia Lodeiro Fanneke Alkemade |

#### Final
| 13 de agosto, 18:15 | Argentina                                                          | 4 - 1   | Chile       | Complejo Deportivo Spooky Nook, Lancaster  |                                            |
|                     | Gomes Fantasia 41' · Jankunas 41' · Granatto 45' · Barrionuevo 46' | Reporte | 43' Walbaum | Árbitro(s): Junko Wagatsuma Maggie Giddens | Árbitro(s): Junko Wagatsuma Maggie Giddens |

## Estadísticas

### Clasificación general
| Pos.              | Equipo         |
| ----------------- | -------------- |
| Medalla de oro    | Argentina      |
| Medalla de plata  | Chile          |
| Medalla de bronce | Estados Unidos |
| 4                 | Canadá         |
| 5                 | Uruguay        |
| 6                 | México         |
| 7                 | Brasil         |

### Premios
| Mayor anotadora                   | Mejor jugadora del torneo | Mejor arquera del torneo | Mejor jugadora joven del torneo |
| --------------------------------- | ------------------------- | ------------------------ | ------------------------------- |
| Kathleen Sharkey Noel Barrionuevo | María Ortíz               | Claudia Schüler          | Denise Krimerman                |